# Mendaro
Mendaro è un comune spagnolo di 1 839 abitanti situato nella comunità autonoma dei Paesi Baschi.